# قائمة المواقع والمعالم المصنفة في ولاية ورقلة
هذه قائمة حصرية للمواقع الأثرية و المعالم التاريخية المصنفـــة حسب وزارة الثقافة والاتصال (الجزائر) لولاية ورقلة